# 弗朗西斯角
67°30′S 164°45′E / 67.500°S 164.750°E
弗朗西斯角（Cape Frances），是南極洲的海岬，位於斯特奇島東部，屬於巴雷尼群島的一部分，在1904年由羅伯特·斯科特命名，現時由南極條約體系管理。